# جبل أمير (حبيش)

تعديل مصدري - تعديل

جبل امير محلة تابعة لقرية الشعب، التابعة لعزلة جبل خضراء بمديرية حبيش إحدى مديريات محافظة إب في الجمهورية اليمنية، بلغ تعداد سكانها 40 حسب تعداد اليمن لعام 2004.